# Czarny blues o czwartej nad ranem
Czarny blues o czwartej nad ranem – czwarty album wydany przez polską grupę muzyczną Stare Dobre Małżeństwo.
Nagrania zarejestrowano w lutym, kwietniu i lipcu 1991 oraz w styczniu 1992 w Warszawie. Płyta CD wydana została w 1992 przez Agencję Artystyczną „EMES” w Łodzi (EMES 01). Kaseta magnetofonowa wydana przez krakowski Phonex s.c. (PH-SDM 003) zawierała dwa nagrania mniej (10 i 19). Reedycja Pomaton EMI (CD i kaseta) ukazała się w 1998.
W roku 2002 Czarny blues o czwartej nad ranem otrzymał status złotej płyty.
Utwór Czarny blues o czwartej nad ranem w 2014 roku w 7. Polskim Topie Wszech Czasów Radiowej Trójki zajął 23. miejsce.

## Muzycy
- Wojciech Czemplik – skrzypce
- Krzysztof Myszkowski – śpiew, gitara, harmonijka ustna
- Roman Ziobro – gitara basowa, fortepian, saksofon sopranowy
- Ryszard Żarowski – gitary, śpiew

gościnnie
- Beata Koptas – śpiew
- Jarosław Nadstawny – gitara (15)
- Tadeusz Oliwa – akordeon (13)
- świerszcz – głos świerszcza (5)

## Lista utworów
| 1.  | "Spóźnione wyznanie" (muz. Roman Ziobro, sł. Józef Baran)                                           | 2:06  |
|     | |       |
| 2.  | "Ballada z gór" (muz. Krzysztof Myszkowski, sł. Józef Baran)                                        | 2:40  |
|     | |       |
| 3.  | "Wojtka Bellona ostatnia ziemska podróż do Włodawy" (muz. Krzysztof Myszkowski, sł. Adam Ziemianin) | 2:21  |
|     | |       |
| 4.  | "Ballada majowa" (muz. Krzysztof Myszkowski, sł. Józef Baran)                                       | 2:15  |
|     | |       |
| 5.  | "Przy ognisku nad Szczawniczkiem" (muz. Roman Ziobro, sł. Adam Ziemianin)                           | 3:01  |
|     | |       |
| 6.  | "Malinowe lato" (muz. Roman Ziobro, sł. Adam Ziemianin)                                             | 2:52  |
|     | |       |
| 7.  | "Zwózka nieba" (muz. Krzysztof Myszkowski, sł. Józef Baran)                                         | 2:46  |
|     | |       |
| 8.  | "List do Małego Księcia" (muz. Krzysztof Myszkowski, sł. Adam Ziemianin)                            | 2:25  |
|     | |       |
| 9.  | "Ballada o poecie" (muz. Krzysztof Myszkowski, sł. Józef Baran)                                     | 2:39  |
|     | |       |
| 10. | "Przechyla się ku jesieni ziemia" (muz. Krzysztof Myszkowski, sł. Józef Baran)                      | 2:14  |
|     | |       |
| 11. | "Z synem w oknie" (muz. Roman Ziobro, sł. Adam Ziemianin)                                           | 2:46  |
|     | |       |
| 12. | "Wchodzenie do zimy" (muz. Krzysztof Myszkowski, sł. Adam Ziemianin)                                | 1:52  |
|     | |       |
| 13. | "Wysockiemu" (muz. Krzysztof Myszkowski, sł. Adam Ziemianin)                                        | 2:29  |
|     | |       |
| 14. | "Zapomniany grajek" (muz. Krzysztof Myszkowski, sł. Józef Baran)                                    | 1:58  |
|     | |       |
| 15. | "Zawirował świat" (muz. i sł. Krzysztof Myszkowski)                                                 | 3:43  |
|     | |       |
| 16. | "Wyglądają przez okno" (muz. Krzysztof Myszkowski, sł. Adam Ziemianin)                              | 2:47  |
|     | |       |
| 17. | "Czarny blues o czwartej nad ranem" (muz. Krzysztof Myszkowski, sł. Adam Ziemianin)                 | 3:19  |
|     | |       |
| 18. | "Rozliczysz mnie Panie" (muz. Krzysztof Myszkowski, sł. Adam Ziemianin)                             | 1:56  |
|     | |       |
| 19. | "Blues dla Małej" (muz. Krzysztof Myszkowski, sł. Adam Ziemianin)                                   | 3:54  |
|     | |       |
|     | | 50:03 |
|     | |       |

## Informacje uzupełniające
- Realizacja nagrań – Włodzimierz Kowalczyk
- Projekt graficzny okładki – Anna „Maja” Walczakiewicz-Jewko